# Tour des Asturies 2021
Le Tour des Asturies 2021 est la 63e édition de cette course cycliste sur route masculine. Il a eu lieu du 30 avril au 2 mai 2021. Il fait partie de la Coupe d'Espagne de cyclisme sur route 2021 et du calendrier UCI Europe Tour 2021 en catégorie 2.1.

## Présentation

### Parcours
La course est tracée sur trois étapes entre Oviedo et le Monte Naranco, sur un parcours de 510,3 kilomètres.

### Équipes
15 équipes participent à la course : 1 de la catégorie UCI WorldTeam, 10 de la catégorie UCI ProTeam, ainsi que 4 équipes continentales. 
| WorldTeam- Movistar Team ProTeams (10)- Caja Rural-Seguros RGA - Burgos-BH - Euskaltel-Euskadi - Arkéa-Samsic - Total Direct Énergie - Team Novo Nordisk - Gazprom-RusVelo - Delko - Eolo-Kometa - Equipo Kern Pharma Équipes continentales (4)- Gios - Electro Hiper Europa - Louletano-Loulé Concelho - Medellín |
| |

## Étapes
| Étape     | Date    | Villes étapes                     | type                      | Distance (km) | Dénivelé (m) | Vainqueur d'étape | Leader du classement général |
| --------- | ------- | --------------------------------- | ------------------------- | ------------- | ------------ | ----------------- | ---------------------------- |
| 1re étape | 30 avr. | Oviedo – La Pola                  | étape de montagne         | 184,5         | 3 169 m      | Nairo Quintana    | Nairo Quintana               |
| 2e étape  | 1 mai   | Candás – Cangas del Narcea        | étape de montagne         | 200,5         | 4 231 m      | Héctor Carretero  | Nairo Quintana               |
| 3e étape  | 2 mai   | Cangas del Narcea – Monte Naranco | étape de moyenne montagne | 125,3         | 2 004 m      | Pierre Latour     | Nairo Quintana               |

## Déroulement de la course

### 1reétape
| \| Classement de l'étape \| Classement de l'étape \| Classement de l'étape \| Classement de l'étape \| Classement de l'étape \| \| Coureur \| Coureur \| Pays \| Équipe \| Temps \| \| --------------------- \| --------------------- \| --------------------- \| ---------------------- \| --------------------- \| \| 1er \| Nairo Quintana \| Colombie \| Arkéa-Samsic \| 5 h 03 min 45 s \| \| 2e \| Antonio Pedrero \| Espagne \| Movistar Team \| + 26 s \| \| 3e \| Pierre Latour \| France \| Total Direct Énergie \| + 27 s \| \| 4e \| Gotzon Martín \| Espagne \| Euskaltel-Euskadi \| + 49 s \| \| 5e \| Alejandro Osorio \| Colombie \| Caja Rural-Seguros RGA \| + 49 s \| \| 6e \| Christian Scaroni \| Italie \| Gazprom-RusVelo \| + 49 s \| \| 7e \| Roger Adrià \| Espagne \| Equipo Kern Pharma \| + 49 s \| \| 8e \| Nélson Oliveira \| Portugal \| Movistar Team \| + 49 s \| \| 9e \| Einer Rubio \| Colombie \| Movistar Team \| + 49 s \| \| 10e \| Julen Amézqueta \| Espagne \| Caja Rural-Seguros RGA \| + 49 s \| |                   |          |                        |                 |
| |                   |          |                        |                 |
| Source : ProCyclingStats |                   |          |                        |                 |
| Classement de l'étape |                   |          |                        |                 |
| Coureur | Coureur           | Pays     | Équipe                 | Temps           |
| 1er | Nairo Quintana    | Colombie | Arkéa-Samsic           | 5 h 03 min 45 s |
| 2e | Antonio Pedrero   | Espagne  | Movistar Team          | + 26 s          |
| 3e | Pierre Latour     | France   | Total Direct Énergie   | + 27 s          |
| 4e | Gotzon Martín     | Espagne  | Euskaltel-Euskadi      | + 49 s          |
| 5e | Alejandro Osorio  | Colombie | Caja Rural-Seguros RGA | + 49 s          |
| 6e | Christian Scaroni | Italie   | Gazprom-RusVelo        | + 49 s          |
| 7e | Roger Adrià       | Espagne  | Equipo Kern Pharma     | + 49 s          |
| 8e | Nélson Oliveira   | Portugal | Movistar Team          | + 49 s          |
| 9e | Einer Rubio       | Colombie | Movistar Team          | + 49 s          |
| 10e | Julen Amézqueta   | Espagne  | Caja Rural-Seguros RGA | + 49 s          |

| \| Classement général \| Classement général \| Classement général \| Classement général \| Classement général \| \| Coureur \| Coureur \| Pays \| Équipe \| Temps \| \| ------------------ \| ------------------ \| ------------------ \| ---------------------- \| ------------------ \| \| 1er \| Nairo Quintana \| Colombie \| Arkéa-Samsic \| 5 h 03 min 35 s \| \| 2e \| Antonio Pedrero \| Espagne \| Movistar Team \| + 30 s \| \| 3e \| Pierre Latour \| France \| Total Direct Énergie \| + 33 s \| \| 4e \| Gotzon Martín \| Espagne \| Euskaltel-Euskadi \| + 59 s \| \| 5e \| Alejandro Osorio \| Colombie \| Caja Rural-Seguros RGA \| + 59 s \| \| 6e \| Christian Scaroni \| Italie \| Gazprom-RusVelo \| + 59 s \| \| 7e \| Roger Adrià \| Espagne \| Equipo Kern Pharma \| + 59 s \| \| 8e \| Nélson Oliveira \| Portugal \| Movistar Team \| + 59 s \| \| 9e \| Einer Rubio \| Colombie \| Movistar Team \| + 59 s \| \| 10e \| Julen Amézqueta \| Espagne \| Caja Rural-Seguros RGA \| + 59 s \| |                   |          |                        |                 |
| |                   |          |                        |                 |
| Source : ProCyclingStats |                   |          |                        |                 |
| Classement général |                   |          |                        |                 |
| Coureur | Coureur           | Pays     | Équipe                 | Temps           |
| 1er | Nairo Quintana    | Colombie | Arkéa-Samsic           | 5 h 03 min 35 s |
| 2e | Antonio Pedrero   | Espagne  | Movistar Team          | + 30 s          |
| 3e | Pierre Latour     | France   | Total Direct Énergie   | + 33 s          |
| 4e | Gotzon Martín     | Espagne  | Euskaltel-Euskadi      | + 59 s          |
| 5e | Alejandro Osorio  | Colombie | Caja Rural-Seguros RGA | + 59 s          |
| 6e | Christian Scaroni | Italie   | Gazprom-RusVelo        | + 59 s          |
| 7e | Roger Adrià       | Espagne  | Equipo Kern Pharma     | + 59 s          |
| 8e | Nélson Oliveira   | Portugal | Movistar Team          | + 59 s          |
| 9e | Einer Rubio       | Colombie | Movistar Team          | + 59 s          |
| 10e | Julen Amézqueta   | Espagne  | Caja Rural-Seguros RGA | + 59 s          |

### 2eétape
| \| Classement de l'étape \| Classement de l'étape \| Classement de l'étape \| Classement de l'étape \| Classement de l'étape \| \| Coureur \| Coureur \| Pays \| Équipe \| Temps \| \| --------------------- \| --------------------- \| --------------------- \| --------------------- \| --------------------- \| \| 1er \| Héctor Carretero \| Espagne \| Movistar Team \| 5 h 30 min 57 s \| \| 2e \| Nairo Quintana \| Colombie \| Arkéa-Samsic \| + 0 s \| \| 3e \| Einer Rubio \| Colombie \| Movistar Team \| + 0 s \| \| 4e \| Roger Adrià \| Espagne \| Equipo Kern Pharma \| + 0 s \| \| 5e \| José Manuel Díaz \| Espagne \| Delko \| + 0 s \| \| 6e \| Antonio Pedrero \| Espagne \| Movistar Team \| + 0 s \| \| 7e \| Víctor de la Parte \| Espagne \| Total Direct Énergie \| + 0 s \| \| 8e \| Ilnur Zakarin \| Russie \| Gazprom-RusVelo \| + 3 s \| \| 9e \| Pierre Latour \| France \| Total Direct Énergie \| + 37 s \| \| 10e \| Gotzon Martín \| Espagne \| Euskaltel-Euskadi \| + 37 s \| |                    |          |                      |                 |
| |                    |          |                      |                 |
| Source : ProCyclingStats |                    |          |                      |                 |
| Classement de l'étape |                    |          |                      |                 |
| Coureur | Coureur            | Pays     | Équipe               | Temps           |
| 1er | Héctor Carretero   | Espagne  | Movistar Team        | 5 h 30 min 57 s |
| 2e | Nairo Quintana     | Colombie | Arkéa-Samsic         | + 0 s           |
| 3e | Einer Rubio        | Colombie | Movistar Team        | + 0 s           |
| 4e | Roger Adrià        | Espagne  | Equipo Kern Pharma   | + 0 s           |
| 5e | José Manuel Díaz   | Espagne  | Delko                | + 0 s           |
| 6e | Antonio Pedrero    | Espagne  | Movistar Team        | + 0 s           |
| 7e | Víctor de la Parte | Espagne  | Total Direct Énergie | + 0 s           |
| 8e | Ilnur Zakarin      | Russie   | Gazprom-RusVelo      | + 3 s           |
| 9e | Pierre Latour      | France   | Total Direct Énergie | + 37 s          |
| 10e | Gotzon Martín      | Espagne  | Euskaltel-Euskadi    | + 37 s          |

| \| Classement général \| Classement général \| Classement général \| Classement général \| Classement général \| \| Coureur \| Coureur \| Pays \| Équipe \| Temps \| \| ------------------ \| ------------------ \| ------------------ \| ---------------------- \| ------------------ \| \| 1er \| Nairo Quintana \| Colombie \| Arkéa-Samsic \| 10 h 34 min 26 s \| \| 2e \| Antonio Pedrero \| Espagne \| Movistar Team \| + 36 s \| \| 3e \| Einer Rubio \| Colombie \| Movistar Team \| + 1 min 01 s \| \| 4e \| Roger Adrià \| Espagne \| Equipo Kern Pharma \| + 1 min 05 s \| \| 5e \| Víctor de la Parte \| Espagne \| Total Direct Énergie \| + 1 min 05 s \| \| 6e \| Ilnur Zakarin \| Russie \| Gazprom-RusVelo \| + 1 min 08 s \| \| 7e \| Pierre Latour \| France \| Total Direct Énergie \| + 1 min 16 s \| \| 8e \| Héctor Carretero \| Espagne \| Movistar Team \| + 1 min 38 s \| \| 9e \| Gotzon Martín \| Espagne \| Euskaltel-Euskadi \| + 1 min 42 s \| \| 10e \| Alejandro Osorio \| Colombie \| Caja Rural-Seguros RGA \| + 1 min 42 s \| |                    |          |                        |                  |
| |                    |          |                        |                  |
| Source : ProCyclingStats |                    |          |                        |                  |
| Classement général |                    |          |                        |                  |
| Coureur | Coureur            | Pays     | Équipe                 | Temps            |
| 1er | Nairo Quintana     | Colombie | Arkéa-Samsic           | 10 h 34 min 26 s |
| 2e | Antonio Pedrero    | Espagne  | Movistar Team          | + 36 s           |
| 3e | Einer Rubio        | Colombie | Movistar Team          | + 1 min 01 s     |
| 4e | Roger Adrià        | Espagne  | Equipo Kern Pharma     | + 1 min 05 s     |
| 5e | Víctor de la Parte | Espagne  | Total Direct Énergie   | + 1 min 05 s     |
| 6e | Ilnur Zakarin      | Russie   | Gazprom-RusVelo        | + 1 min 08 s     |
| 7e | Pierre Latour      | France   | Total Direct Énergie   | + 1 min 16 s     |
| 8e | Héctor Carretero   | Espagne  | Movistar Team          | + 1 min 38 s     |
| 9e | Gotzon Martín      | Espagne  | Euskaltel-Euskadi      | + 1 min 42 s     |
| 10e | Alejandro Osorio   | Colombie | Caja Rural-Seguros RGA | + 1 min 42 s     |

### 3eétape
| \| Classement de l'étape \| Classement de l'étape \| Classement de l'étape \| Classement de l'étape \| Classement de l'étape \| \| Coureur \| Coureur \| Pays \| Équipe \| Temps \| \| --------------------- \| --------------------- \| --------------------- \| ---------------------- \| --------------------- \| \| 1er \| Pierre Latour \| France \| Total Direct Énergie \| 2 h 59 min 49 s \| \| 2e \| Alejandro Osorio \| Colombie \| Caja Rural-Seguros RGA \| + 2 s \| \| 3e \| Víctor de la Parte \| Espagne \| Total Direct Énergie \| + 12 s \| \| 4e \| Antonio Pedrero \| Espagne \| Movistar Team \| + 12 s \| \| 5e \| Nairo Quintana \| Colombie \| Arkéa-Samsic \| + 12 s \| \| 6e \| Einer Rubio \| Colombie \| Movistar Team \| + 19 s \| \| 7e \| Lorenzo Fortunato \| Italie \| Eolo-Kometa \| + 59 s \| \| 8e \| Jhojan García \| Colombie \| Caja Rural-Seguros RGA \| + 59 s \| \| 9e \| Roger Adrià \| Espagne \| Equipo Kern Pharma \| + 59 s \| \| 10e \| Daniel Navarro \| Espagne \| Burgos-BH \| + 59 s \| |                    |          |                        |                 |
| |                    |          |                        |                 |
| Source : ProCyclingStats |                    |          |                        |                 |
| Classement de l'étape |                    |          |                        |                 |
| Coureur | Coureur            | Pays     | Équipe                 | Temps           |
| 1er | Pierre Latour      | France   | Total Direct Énergie   | 2 h 59 min 49 s |
| 2e | Alejandro Osorio   | Colombie | Caja Rural-Seguros RGA | + 2 s           |
| 3e | Víctor de la Parte | Espagne  | Total Direct Énergie   | + 12 s          |
| 4e | Antonio Pedrero    | Espagne  | Movistar Team          | + 12 s          |
| 5e | Nairo Quintana     | Colombie | Arkéa-Samsic           | + 12 s          |
| 6e | Einer Rubio        | Colombie | Movistar Team          | + 19 s          |
| 7e | Lorenzo Fortunato  | Italie   | Eolo-Kometa            | + 59 s          |
| 8e | Jhojan García      | Colombie | Caja Rural-Seguros RGA | + 59 s          |
| 9e | Roger Adrià        | Espagne  | Equipo Kern Pharma     | + 59 s          |
| 10e | Daniel Navarro     | Espagne  | Burgos-BH              | + 59 s          |

## Classements finals

### Classement général final
| \| Classement général \| Classement général \| Classement général \| Classement général \| Classement général \| \| Coureur \| Coureur \| Pays \| Équipe \| Temps \| \| ------------------ \| ------------------ \| ------------------ \| ---------------------- \| ------------------ \| \| 1er \| Nairo Quintana \| Colombie \| Arkéa-Samsic \| 13 h 34 min 27 s \| \| 2e \| Antonio Pedrero \| Espagne \| Movistar Team \| + 36 s \| \| 3e \| Pierre Latour \| France \| Total Direct Énergie \| + 54 s \| \| 4e \| Víctor de la Parte \| Espagne \| Total Direct Énergie \| + 1 min 01 s \| \| 5e \| Einer Rubio \| Colombie \| Movistar Team \| + 1 min 08 s \| \| 6e \| Alejandro Osorio \| Colombie \| Caja Rural-Seguros RGA \| + 1 min 26 s \| \| 7e \| Roger Adrià \| Espagne \| Equipo Kern Pharma \| + 1 min 52 s \| \| 8e \| Ilnur Zakarin \| Russie \| Gazprom-RusVelo \| + 2 min 00 s \| \| 9e \| Nélson Oliveira \| Portugal \| Movistar Team \| + 2 min 43 s \| \| 10e \| Julen Amézqueta \| Espagne \| Caja Rural-Seguros RGA \| + 3 min 03 s \| |                    |          |                        |                  |
| |                    |          |                        |                  |
| Source : ProCyclingStats |                    |          |                        |                  |
| Classement général |                    |          |                        |                  |
| Coureur | Coureur            | Pays     | Équipe                 | Temps            |
| 1er | Nairo Quintana     | Colombie | Arkéa-Samsic           | 13 h 34 min 27 s |
| 2e | Antonio Pedrero    | Espagne  | Movistar Team          | + 36 s           |
| 3e | Pierre Latour      | France   | Total Direct Énergie   | + 54 s           |
| 4e | Víctor de la Parte | Espagne  | Total Direct Énergie   | + 1 min 01 s     |
| 5e | Einer Rubio        | Colombie | Movistar Team          | + 1 min 08 s     |
| 6e | Alejandro Osorio   | Colombie | Caja Rural-Seguros RGA | + 1 min 26 s     |
| 7e | Roger Adrià        | Espagne  | Equipo Kern Pharma     | + 1 min 52 s     |
| 8e | Ilnur Zakarin      | Russie   | Gazprom-RusVelo        | + 2 min 00 s     |
| 9e | Nélson Oliveira    | Portugal | Movistar Team          | + 2 min 43 s     |
| 10e | Julen Amézqueta    | Espagne  | Caja Rural-Seguros RGA | + 3 min 03 s     |

### Classement par points
| Classement par points | Classement par points | Classement par points | Classement par points  | Classement par points |
| Coureur               | Coureur               | Pays                  | Équipe                 | Points                |
| --------------------- | --------------------- | --------------------- | ---------------------- | --------------------- |
| 1er                   | Nairo Quintana        | Colombie              | Arkéa-Samsic           | 57 pts                |
| 2e                    | Pierre Latour         | France                | Total Direct Énergie   | 48 pts                |
| 3e                    | Antonio Pedrero       | Espagne               | Movistar Team          | 44 pts                |
| 4e                    | Alejandro Osorio      | Colombie              | Caja Rural-Seguros RGA | 36 pts                |
| 5e                    | Einer Rubio           | Colombie              | Movistar Team          | 33 pts                |
| 6e                    | Roger Adrià           | Espagne               | Equipo Kern Pharma     | 30 pts                |
| 7e                    | Víctor de la Parte    | Espagne               | Total Direct Énergie   | 28 pts                |
| 8e                    | Héctor Carretero      | Espagne               | Movistar Team          | 25 pts                |
| 9e                    | Ilnur Zakarin         | Russie                | Gazprom-RusVelo        | 18 pts                |
| 10e                   | Nélson Oliveira       | Portugal              | Movistar Team          | 15 pts                |

### Classement de la montagne
| Classement de la montagne | Classement de la montagne | Classement de la montagne | Classement de la montagne | Classement de la montagne |
| Coureur                   | Coureur                   | Pays                      | Équipe                    | Points                    |
| ------------------------- | ------------------------- | ------------------------- | ------------------------- | ------------------------- |
| 1er                       | José Manuel Gutiérrez     | Espagne                   | Gios                      | 19 pts                    |
| 2e                        | Víctor de la Parte        | Espagne                   | Total Direct Énergie      | 16 pts                    |
| 3e                        | Pierre Latour             | France                    | Total Direct Énergie      | 15 pts                    |
| 4e                        | Antonio Pedrero           | Espagne                   | Movistar Team             | 15 pts                    |
| 5e                        | Daniel Viegas             | Portugal                  | Eolo-Kometa               | 13 pts                    |
| 6e                        | Nairo Quintana            | Colombie                  | Arkéa-Samsic              | 11 pts                    |
| 7e                        | Einer Rubio               | Colombie                  | Movistar Team             | 11 pts                    |
| 8e                        | Ángel Madrazo             | Espagne                   | Burgos-BH                 | 9 pts                     |
| 9e                        | Luis Ángel Maté           | Espagne                   | Euskaltel-Euskadi         | 9 pts                     |
| 10e                       | Alejandro Osorio          | Colombie                  | Caja Rural-Seguros RGA    | 9 pts                     |

### Classement des metas volantes
| Classement des sprints | Classement des sprints | Classement des sprints | Classement des sprints | Classement des sprints |
| Coureur                | Coureur                | Pays                   | Équipe                 | Points                 |
| ---------------------- | ---------------------- | ---------------------- | ---------------------- | ---------------------- |
| 1er                    | Daniel Viegas          | Portugal               | Eolo-Kometa            | 12 pts                 |
| 2e                     | Nélson Oliveira        | Portugal               | Movistar Team          | 6 pts                  |
| 3e                     | Ángel Madrazo          | Espagne                | Burgos-BH              | 4 pts                  |
| 4e                     | José Manuel Gutiérrez  | Espagne                | Gios                   | 4 pts                  |
| 5e                     | Mathieu Burgaudeau     | France                 | Total Direct Énergie   | 2 pts                  |
| 6e                     | Alessandro Fedeli      | Italie                 | Delko                  | 2 pts                  |
| 7e                     | Fabien Doubey          | France                 | Total Direct Énergie   | 1 pt                   |
| 8e                     | Luis Ángel Maté        | Espagne                | Euskaltel-Euskadi      | 1 pt                   |
| 9e                     | Óscar Pelegrí          | Espagne                | Electro Hiper Europa   | 1 pt                   |
| 10e                    | Kévin Ledanois         | France                 | Arkéa-Samsic           | 1 pt                   |

### Classement par équipes
| Classement par équipes | Classement par équipes | Classement par équipes | Classement par équipes |
| Équipe                 | Équipe                 | Pays                   | Temps                  |
| ---------------------- | ---------------------- | ---------------------- | ---------------------- |
| 1re                    | Movistar Team          | Espagne                | 40 h 47 min 27 s       |
| 2e                     | Caja Rural-Seguros RGA | Espagne                | + 6 min 11 s           |
| 3e                     | Euskaltel-Euskadi      | Espagne                | + 8 min 54 s           |
| 4e                     | Total Direct Énergie   | France                 | + 9 min 16 s           |
| 5e                     | Equipo Kern Pharma     | Espagne                | + 11 min 50 s          |
| 6e                     | Gazprom-RusVelo        | Russie                 | + 11 min 56 s          |
| 7e                     | Burgos-BH              | Espagne                | + 16 min 38 s          |
| 8e                     | Arkéa-Samsic           | France                 | + 19 min 57 s          |
| 9e                     | Delko                  | France                 | + 25 min 27 s          |
| 10e                    | Medellín               | Colombie               | + 29 min 12 s          |

### Classement UCI
La course attribue des points au Classement mondial UCI 2021 selon le barème suivant.
| Position           | 1er | 2e | 3e | 4e | 5e | 6e | 7e | 8e | 9e | 10e | 11e | 12e | 13e à 15e | 16e à 25e |
| Classement général | 125 | 85 | 70 | 60 | 50 | 40 | 35 | 30 | 25 | 20  | 15  | 10  | 5         | 3         |
| Par étape          | 14  | 5  | 3  |    |    |    |    |    |    |     |     |     |           |           |
| Leader, par étape  | 3   |    |    |    |    |    |    |    |    |     |     |     |           |           |

## Évolution des classements
| Étape              | Vainqueur          | Classement général | Classement de la régularité | Classement de la montagne | Classement des metas volantes | Classement par équipes |
| ------------------ | ------------------ | ------------------ | --------------------------- | ------------------------- | ----------------------------- | ---------------------- |
| 1                  | Nairo Quintana     | Nairo Quintana     | Nairo Quintana              | José Manuel Gutiérrez     | Daniel Viegas                 | Movistar               |
| 2                  | Héctor Carretero   | Nairo Quintana     | Nairo Quintana              | José Manuel Gutiérrez     | Daniel Viegas                 | Movistar               |
| 3                  | Pierre Latour      | Nairo Quintana     | Nairo Quintana              | José Manuel Gutiérrez     | Daniel Viegas                 | Movistar               |
| Classements finals | Classements finals | Nairo Quintana     | Nairo Quintana              | José Manuel Gutiérrez     | Daniel Viegas                 | Movistar               |